# 経済革命倶楽部事件
経済革命倶楽部事件（けいざいかくめいくらぶじけん）とは、日本の詐欺事件。
事件を起こした経済革命倶楽部は略称としてKKCとされていたことから、KKC事件とも呼ばれる。「未常識経済理論」なるものを主張し、約1万2000人から約350億円を集めた。

## 略史
- 1995年ごろ、Yによって設立。
- 1996年、出資の受入れ、預り金及び金利等の取締りに関する法律（出資法）違反でKKCが警視庁の家宅捜索を受ける。
- 1997年、Yが詐欺罪で逮捕される。
- 2000年、東京地裁でYに懲役8年の実刑判決。
- 2007年6月、Yが11年ぶりに出所。同年、有限責任事業組合（LLP）経恵志（ケーケーシー）を発足させる。

## KKCの商法
KKCの商法は多くのコースがあるが、概ね以下のようなものである。
1. 健康食品・浄水器・「平成小判」（KKCが作ったもの）などの商品を購入するという形式で、会員から出資金を募る。商品はいずれも価格に見合った価値はなく、形式的なもの。
2. 会員は上述の商品を購入するとともに、新たな会員を1人増やすことが義務づけられる。
3. 数か月後、会員は高額な配当を受け取ることができるとされる。

しかし、KKCには高額な配当を生み出せるような事業の実態はなく、単に新規会員からの金を配当にまわす自転車操業による運営であった。

## 無限連鎖講との関係
KKCの商法は無限連鎖講（ねずみ講）に類似している。しかし、無限連鎖講の場合「…段階的に二以上の倍率をもつて増加する後続の加入者…」（無限連鎖講の防止に関する法律（ねずみ講防止法）第2条）が要件とされているのに対して、KKCの場合「新たな会員を1人増やす」だけであるため無限連鎖講には該当しない。そのため立件には詐欺罪が適用された。